# Heartbreaker (album de Ryan Adams)
Pour les articles homonymes, voir Heartbreaker.
Albums de Ryan Adams
Gold
(2001)
Heartbreaker est un album de Ryan Adams, sorti le 5 septembre 2000.

## L'album
Par cet album NME qualifie Ryan Adams de « troubadour visionnaire du rock. ». Il est nommé pour les Shortlist Music Prize (en) en 2001 et fait partie des 1001 albums qu'il faut avoir écoutés dans sa vie. Il atteint la 
42e place du Heatseekers. 

## Fiche technique

### Liste des chansons
Toutes les chansons sont écrites et composées par Ryan Adams, sauf indication contraire.
| No  | Titre                                              | Auteur                     | Durée |
| --- | -------------------------------------------------- | -------------------------- | ----- |
| 1.  | (Argument with David Rawlings Concerning Morrissey |                            | 0:37  |
| 2.  | To Be Young (Is to Be Sad, Is to Be High)          | Ryan Adams, David Rawlings | 3:04  |
| 3.  | My Winding Wheel                                   |                            | 3:13  |
| 4.  | AMY                                                |                            | 3:46  |
| 5.  | Oh My Sweet Carolina                               |                            | 4:57  |
| 6.  | Bartering Lines                                    | Ryan Adams, Van Alston     | 3:59  |
| 7.  | Call Me On Your Way Back Home                      |                            | 3:09  |
| 8.  | Damn, Sam (I Love a Woman That Rains)              |                            | 2:08  |
| 9.  | Come Pick Me Up                                    | Ryan Adams, Van Alston     | 5:18  |
| 10. | To Be the One                                      |                            | 3:01  |
| 11. | Why Do They Leave?                                 |                            | 3:38  |
| 12. | Shakedown on 9th Street                            |                            | 2:53  |
| 13. | Don't Ask for the Water                            |                            | 2:56  |
| 14. | In My Time of Need                                 |                            | 5:39  |
| 15. | Sweet Lil Gal (23rd/1st)                           |                            | 3:39  |

### Musiciens
- Ryan Adams : voix, guitare acoustique et électrique, harmonica, piano, banjo
- Ethan Johns : batterie, basse, chamberlin, glockenspiel, voix
- David Rawlings : voix, guitare acoustique et électrique, banjo, tambourin
- Gillian Welch : voix, banjo, guitare acoustique et électrique
- Pat Sansone : piano, chamberlain, orgue, voix
- Emmylou Harris : voix
- Kim Richey : voix
- Allison Pierce : voix